# Bầu cử Thượng viện Hoa Kỳ 2018
Cuộc bầu cử Thượng viện Hoa Kỳ  trong cuộc Tổng tuyển cử Hoa Kỳ năm 2018  được diễn ra vào ngày 6 tháng 11 năm 2018, với 33 trong số 100 ghế cần bầu lại trong các cuộc bầu cử thường xuyên và 2 ghế trong các cuộc bầu cử đặc biệt. Những người thắng cử sẽ phục vụ nhiệm kỳ sáu năm từ ngày 3 tháng 1 năm 2019, đến ngày 3 tháng 1 năm 2025. Vì nhiệm kỳ 6 năm nên cứ 2 năm, khoảng 1 phần ba số ghế được bầu mới. Trong kỳ này, đảng Dân chủ có 26 ghế thượng nghị sĩ  đến lượt  được bầu chọn lại, bao gồm cả ghế của hai người độc lập nhưng liên kết với họ. Trong khi đó Đảng Cộng hòa có 9 ghế cần bầu lại trong kỳ này. Những ghế thượng nghị sĩ cần bầu lại trong cuộc bầu cử thường kỳ vào năm 2018 này đã bắt đầu nhiệm kỳ từ năm 2012 và bây giờ hết nhiệm kỳ cần bầu lại; Ngoài ra, các cuộc bầu cử đặc biệt cũng được lên kế hoạch cho các ghế còn trống, như  ở Minnesota và Mississippi.
Các cuộc bầu cử khác được tổ chức vào ngày này bao gồm cuộc bầu cử Hạ viện Hoa Kỳ, 39 Thống đốc cũng như các cuộc bầu cử tiểu bang và địa phương khác.
Trước đó, Đảng Cộng hòa đang giữ 51 ghế thượng nghị sĩ và chỉ có thể mất tối đa một ghế Thượng viện để có thể duy trì đa số (ít nhất 50 ghế) và  phó tổng thống đảng Cộng hòa Mike Pence, người có thể bỏ phiếu cân bằng theo Điều một của Hiến pháp Hoa Kỳ. Ba trong số các ghế Cộng hòa  ở Tennessee, Utah, và Arizona cần bầu lại vì người trước nghỉ hưu. Đảng Dân chủ cần phải bảo vệ mười ghế trong các bang mà Donald Trump đã thắng trong cuộc bầu cử tổng thống năm 2016, trong khi đảng Cộng hòa chỉ cần bảo vệ một ghế trong một tiểu bang mà Hillary Clinton đã thắng vào năm 2016 là Nevada. Theo FiveThirtyEight, đảng Dân chủ phải đối mặt với cuộc bầu cử Thượng viện bất lợi nhất vào năm nay, mà chưa đảng nào đã từng phải đối mặt trong bất kỳ cuộc bầu cử nào trước đó.
Sau cuộc bầu cử, đảng Cộng hòa vẫn giữ đa số Thượng viện, đánh bại bốn đương kim thượng nghị sĩ của đảng Dân chủ ở Florida, Indiana, Missouri và Bắc Dakota.  Đảng Dân chủ đã đánh bại một đương nhiệm đảng Cộng hòa ở Nevada và giành được một ghế còn trống  tại Arizona. Trong số 35 người thắng cử đã được xác định, 22 là đảng Dân chủ, 11 người thuộc đảng Cộng hòa và hai là độc lập nhưng liên kết với đảng Dân chủ.
Do đó, điều này đánh dấu cuộc bầu cử giữa kỳ thứ tư liên tiếp được tổ chức trong nhiệm kỳ đầu tiên của một Tổng thống, trong đó Đảng Cộng hòa đã giành thêm được lợi trong Thượng viện, bất kể là tổng thống đương nhiệm thuộc đảng nào. Đây cũng là lần đầu tiên kể từ cuộc bầu cử Thượng viện Hoa Kỳ năm 1994, trong đó đảng Cộng hòa giành được lợi thế trong số các thượng nghị sĩ lớp 1.